# Horloge monumentale
Une horloge monumentale est une horloge de grande taille. Ce type d'horloge se trouve souvent sur des bâtiments officiels comme des bâtiments gouvernementaux, des gares ou des églises.
Elles se répandent en occident à partir de la fin du XIVe siècle.
Parmi les plus connues, on peut citer, par pays :

## Allemagne
- L'horloge universelle Urania (Urania-Weltzeituhr) Alexanderplatz à Berlin
- Horloge lunaire de l'hôtel de ville de Bad Windsheim

## Arabie saoudite
- Horloge de l'Abraj Al Bait Towers

## Belgique
- Horloge de la tour nord de la cathédrale Notre-Dame d'Anvers
- Horloge astronomique de la tour Zimmer à Lierre

## Brésil
- Tour horloge de Central do Brasil à Rio de Janeiro

## Canada
- Horloge de la tour de la Paix à Ottawa
- Horloge de la tour de l'ancien hôtel de ville de Toronto
- Hotel du Parlement à Québec
- Tour de Holorge du quai à Montréal

## États-Unis
- Horloge Colgate (New Jersey)

## France
- La tour de l'Horloge d'Auxerre
- La tour de l'horloge d'Avallon
- La tour de l'horloge de Beaune
- La grosse cloche de Bordeaux
- La tour de l'horloge d'Évreux

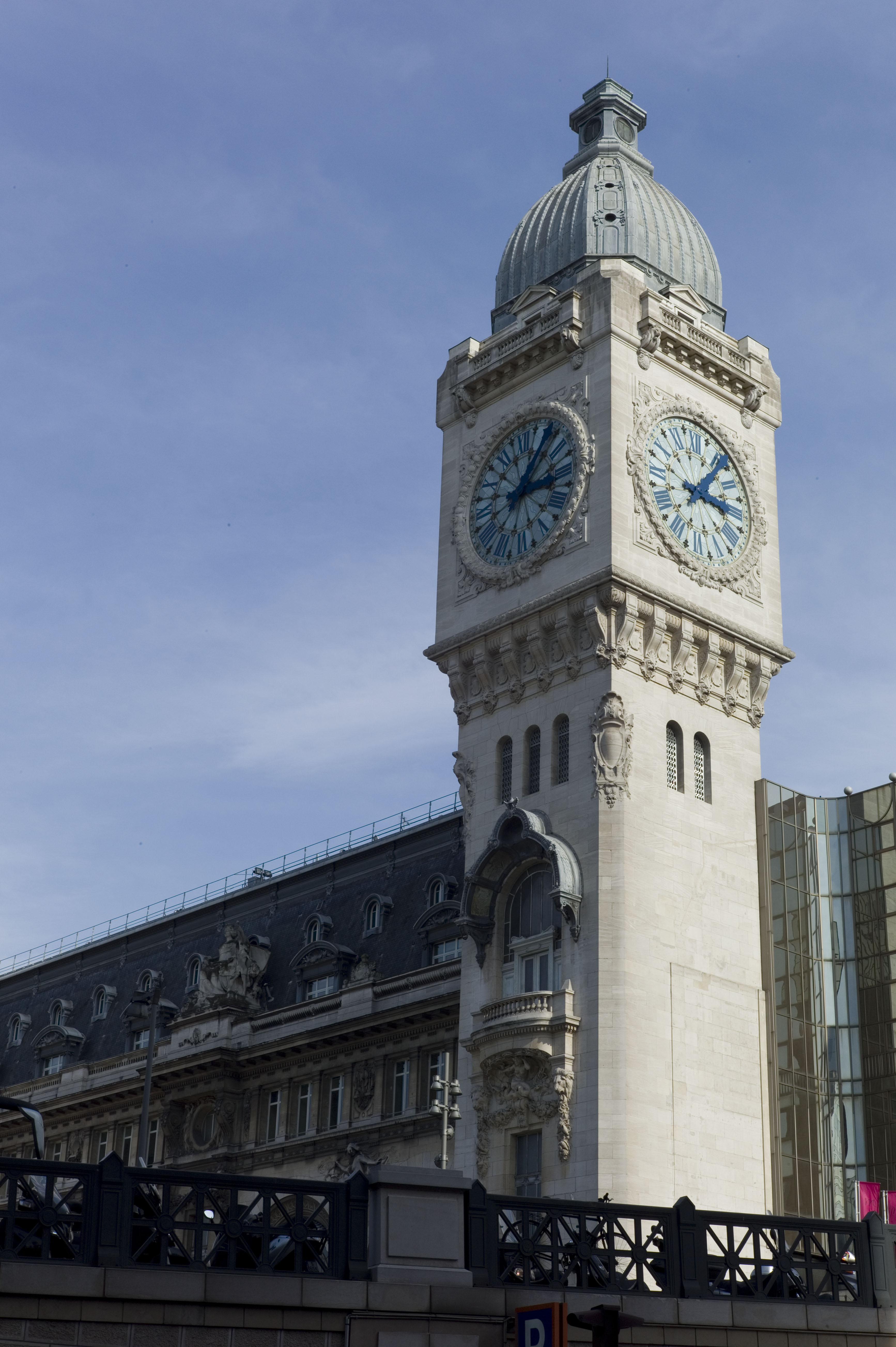
Horloge de la gare de Lyon à Paris

- La tour de l'horloge de Lons-le-Saunier
- La tour de l'horloge de Nice
- La Tour de l'Horloge du palais de la Cité à Paris
- La tour-horloge de la gare de Lyon à Paris
- Le Gros Horloge de Rouen
- La tour de l'horloge de Saint-Fargeau
- La tour de l'horloge de Varennes-en-Argonne
- L'horloge de la Gare de Cergy-Saint-Christophe

## Italie
- Horloge astronomique du Torrazzo de Crémone
- Horloge astronomique de Messine (cathédrale)

## Japon
- Tour de l'horloge de Sapporo
- Horloge AoyAmA à Tokyo

## Macédoine
- Tour de l'horloge de Skopje
- Tour de l'horloge de Bitola

## Pologne
- Horloge  « du doigt de Dieu » de la basilique Saint-Jean-Baptiste et Saint-Jean l'Évangéliste de Toruń

## Russie
- Horloge de l'université de Moscou

## République tchèque
- Horloge astronomique de Prague sur la tour de l'hôtel de ville

## Royaume-Uni
- Big Ben sur la tour du palais de Westminster (Parlement britannique), à Londres.
- Royal Liver Building à Liverpool

## Serbie
- Tour de l'horloge à Prijepolje

## Seychelles
- Horloge de Victoria

## Suède
- Horloge astronomique de la cathédrale de Lund

## Suisse
- Horloge fleurie de Genève
- Zytglogge de Berne

## Syrie
- Tour horloge de Bab al-Faradj à Alep

## Turquie
- Tour de l'Horloge de Dolmabahçe à Istanbul
- Tour de l'Horloge de Nusretiye à Istanbul